# Autriche au Concours Eurovision de la chanson 1979
L'Autriche a participé au Concours Eurovision de la chanson 1979 le 31 mars 1979 à Jérusalem, en Israël. C'est la 18e participation de l'Autriche au Concours Eurovision de la chanson.
Le pays est représenté par la chanteuse Christina Simon et la chanson Heute in Jerusalem, sélectionnées en interne par l'ORF.

## Sélection interne
Le radiodiffuseur autrichien, Österreichischer Rundfunk (ORF), choisit en interne l'artiste et la chanson représentant l'Autriche au Concours Eurovision de la chanson 1979.
| Artiste         | Chanson            | Langue   | Traduction              |
| --------------- | ------------------ | -------- | ----------------------- |
| Christina Simon | Heute in Jerusalem | Allemand | Aujourd'hui à Jérusalem |

Lors de cette sélection, c'est la chanson Heute in Jerusalem, interprétée par Christina Simon, qui fut choisie. 
Le chef d'orchestre sélectionné pour l'Autriche à l'Eurovision 1979 est Richard Oesterreicher.

## À l'Eurovision

### Points attribués par l'Autriche
| 12 points | Suisse      |
| 10 points | Espagne     |
| 8 points  | Israël      |
| 7 points  | Portugal    |
| 6 points  | Royaume-Uni |
| 5 points  | France      |
| 4 points  | Pays-Bas    |
| 3 points  | Danemark    |
| 2 points  | Grèce       |
| 1 point   | Norvège     |

### Points attribués à l'Autriche
| 12 points | 10 points | 8 points | 7 points | 6 points      |
| --------- | --------- | -------- | -------- | ------------- |
|           |           |          |          |               |
| 5 points  | 4 points  | 3 points | 2 points | 1 point       |
|           | - Italie  |          |          | - Royaume-Uni |

Christina Simon interprète Heute in Jerusalem en dix-huitième position lors de la soirée du concours, suivant le Royaume-Uni et précédant l'Espagne.
Au terme du vote final, l'Autriche termine 18e et dernière — à égalité avec la Belgique — sur 19 pays participants, ayant reçu 5 points au total, provenant des jurys italien et britannique,. L'Autriche attribue ses douze points à la Suisse.